# Effet Askaryan
L’effet Askaryan est un phénomène physique semblable à celui de l’effet Tcherenkov qui se produit dans les milieux diélectriques denses tels que la glace, le sable ou la régolithe. Postulé par Gurgen Askaryan en 1962, il n’est confirmé expérimentalement qu’en 2000.

## Principe
Une particule se déplaçant à une vitesse supérieure à la vitesse de phase de la lumière dans un milieu concerné émet un cône de rayonnement cohérent dans les gammes radio et micro-onde. Ce rayonnement, rendu facilement détectable grâce à une forte anisotropie de charge, est exploité entre autres par les expériences ANITA et ARA (en) pour la détection de neutrinos hautement énergétiques.